# Naens
Naens és un poble del terme municipal de Senterada, al Pallars Jussà, situat a 1,8 km en línia recta del cap del seu municipi, al seu oest-nord-oest.

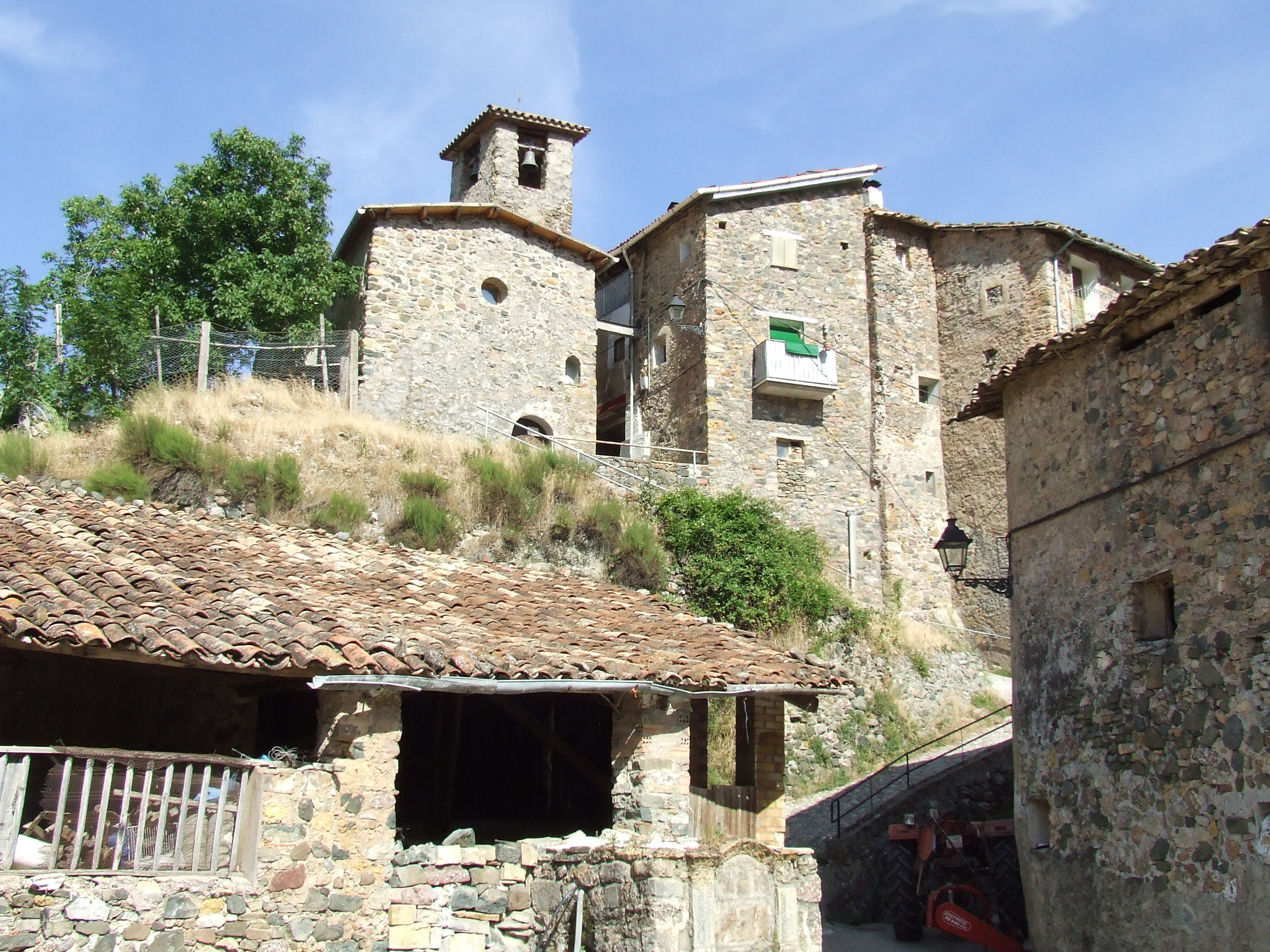
El nucli alt del poble de Naens

S'hi accedeix per la pista que surt cap al nord-oest des de Senterada mateix, que és la mateixa pista que també mena a Burguet, i arriba a Naens en 4,5 km.
El poble de Naens té església parroquial, dedicada a sant Esteve, protomàrtir, i, a més, la capella romànica de Sant Miquel de Naens. Era sufragània de Sant Esteve de Naens l'església de la Presentació de Cadolla. Sant Esteve de Naens pertany al bisbat de Lleida, com a hereu històric del Bisbat de Roda, desaparegut a darreries de l'edat mitjana. Dins del bisbat de Lleida, pertany a la unitat pastoral 24, de l'arxiprestat de la Ribagorça, que és portat pel rector del Pont de Suert, resident en aquella població.

## Etimologia
Segons Joan Coromines, després de sospesar fins a cinc hipòtesis per tal d'explicar aquest topònim, es decanta per atribuir-lo a un origen preromà, possiblement bascoibàric: Nagennes en seria l'origen.

## Història
A l'època medieval, Naens pertanyia a la Baronia d'Erill. Formà part d'aquesta baronia, després comtat, fins a l'extinció dels senyorius, el 1831. Abans, però, el 1553, enregistrava 6 focs (una trentena de persones), com apareix en el Fogatge d'aquell any.
Com molts altres pobles pallaresos, Naens es constituí en ajuntament el 1812, a ran del desplegament de les disposicions emenades de la Constitució de Cadis. Tanmateix, a causa de les reformes de les lleis municipals, el febrer del 1847 s'hagué d'agregar a Senterada en no arribar a 30 veïns (caps de família).
El 1831 consten a Naens 86 habitants, dins del senyoriu compartit del Comte d'Erill i del Marquès de la Manresana.

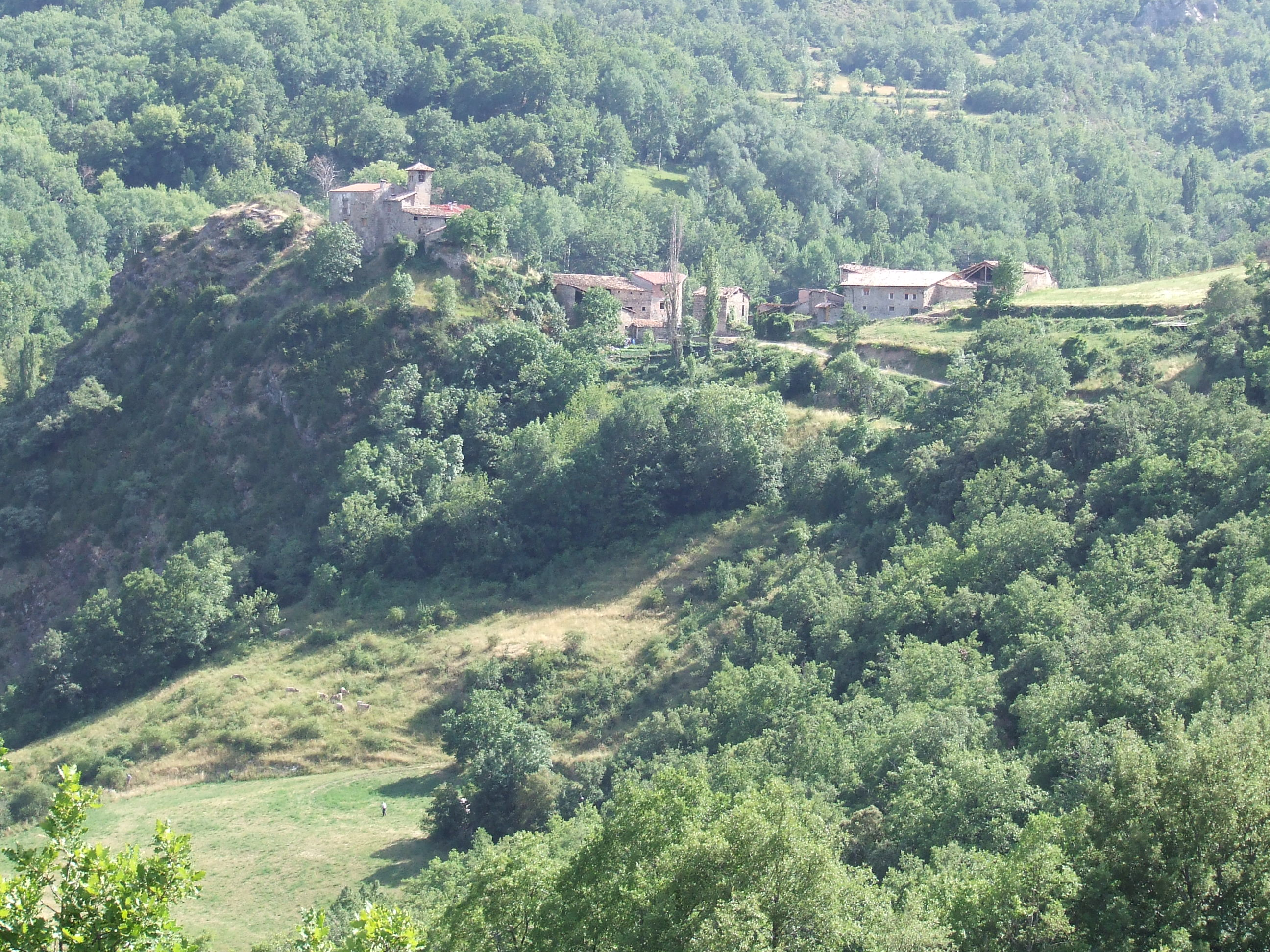
Naens, dalt de la roca

Pascual Madoz inclou l'article Naens en el seu Diccionario geográfico... del 1845. S'hi pot llegir que el poble és dalt d'una roca, a la lliure ventilació de tots els vents. El clima és fred, i era propens als cadarns inflamatoris. Tenia 11 cases, i treia l'aigua d'una font situada a 8 minuts del poble. Amb l'aigua del riu de Bellera (el Bòssia) s'hi movia un molí fariner. El terreny és muntanyós, aspre i trencat, amb boscos de roures, alzines i oms, a més de molts arbusts i esbarzers i alguns prats. S'hi produïa blat, ordi, patates, llegums i llana. Hi havia cacera de perdius, conills, guatlles i llops. A més d'un molí fariner, hi havia pedreres de pedra, calç i guix. 10 veïns (caps de família) i 60 ànimes (habitants) en formaven la població.
En l'obra esmentada de Ceferí Rocafort, aquest estudiós situa a Nahens 30 edificis, amb 39 habitants. Corrien els primers anys del segle xx. El 1981 Naens tenia 13 habitants, i el 2005 es mantenia amb el mateix nombre. Les cases que romanen habitades són cal Bernat, cal Fuster i cal Pau.
A Naens hi ha també la capella de sant Nicolau, on se celebra un concorregut aplec.